# Seznam poslancev 7. državnega zbora Republike Slovenije
Seznam slovenskih poslancev, ki so bili izvoljeni leta 2014 in katerih mandat se je iztekel leta 2018; predstavljali so 7. državni zbor Republike Slovenije.

## Seznam
| Poslanec                | Stranka [poslanska skupina]                        | Funkcije | Št. mandatov | Opombe |
| ----------------------- | -------------------------------------------------- | --- | ------------ | --- |
| Marija Bačič            | SD [PS SD]                                         | - podpredsednica Odbora za delo, družino, socialne zadeve in invalide | 1            | Nadomestna poslanka (namesto Dejana Židana, ki je bil izvoljen za Ministra za kmetijstvo, gozdarstvo in prehrano)                |
| Anja Bah Žibert         | SDS [PS SDS]                                       | - podpredsednica Odbora za kulturo | 1            | |
| Urška Ban               | SMC [PS SMC]                                       | - predsednica Odbora za finance in monetarno politiko | 1            | |
| Roberto Batelli         | / [PS IMNS]                                        | - predsednik Komisije za narodni skupnosti | 7            | Poslanec italijanske narodne skupnosti                                                                                           |
| Julijana Bizjak Mlakar  | DeSUS [PS DeSUS]                                   | - podpredsednica Odbora za zunanjo politiko | 2            | Izvoljena za Ministrico za kulturo, po razrešitvi spet opravljala funkcijo poslanke                                              |
| Srečko Blažič           | SMC [PS SMC]                                       | | 1            | Odstopil s funkcije poslanca |
| Mirijam Bon Klanjšček   | SAB (prej ZaAB, ZSLD) [PS NP] (prej PS ZAAB)       | - podpredsednica Odbora za izobraževanje, znanost, šport in mladino | 2            | |
| Tilen Božič             | SMC [PS SMC]                                       | | 1            | Imenovan za državnega sekretarja na Ministrstvu za finance                                                                       |
| Alenka Bratušek         | SAB (prej ZaAB, ZSLD*) [PS NP]** (prej PS ZAAB***) | - namestnica vodje poslanske skupine NP - podpredsednica Komisije za nadzor javnih financ Pred tem: - namestnica vodje poslanske skupine ZaAB | 2            | |
| Franc Breznik           | SDS [PS SDS]                                       | - podpredsednik Mandatno-volilne komisije | 2            | |
| Milan Brglez            | SMC [PS SMC]                                       | - predsednik Državnega zbora - predsednik Kolegija predsednika - predsednik Ustavne komisije - vodja delegacije DZ v Parlamentarni skupščini SEECP | 1            | |
| Nada Brinovšek          | SDS [PS SDS]                                       | - podpredsednica Komisije za poslovnik | 1            | |
| Miro Cerar              | SMC [PS SMC]                                       | | 1            | Izvoljen za predsednika Vlade RS                                                                                                 |
| Tanja Cink              | SMC [PS SMC]                                       | | 1            | |
| Andrej Čuš              | LAČ (prej SDS) [NP] (prej PS SDS)                  | | 2            | |
| Erika Dekleva           | SMC [PS SMC]                                       | - podpredsednica Komisije za peticije ter za človekove pravice in enake možnosti | 1            | |
| Iva Dimic               | NSi [PS NSi]                                       | - podpredsednica Odbora za pravosodje | 2            | |
| Bojan Dobovšek          | DD [PS NP]                                         | - vodja poslanske skupine NP | 1            | |
| Marjan Dolinšek         | SMC [PS SMC]                                       | - podpredsednik Odbora za obrambo | 1            | |
| Karl Viktor Erjavec     | DeSUS [PS DeSUS]                                   | Prej: - vodja poslanske skupine DeSUS |              | Izvoljen za Ministra za zunanje zadeve                                                                                           |
| Marko Ferluga           | SMC [PS SMC]                                       | - podpredsednik Odbora za gospodarstvo | 1            | |
| Tomaž Gantar            | DeSUS [PS DeSUS]                                   | - predsednik Odbora za zdravstvo | 1            | |
| Jelka Godec             | SDS [PS SDS]                                       | - predsednica Preiskovalne komisije o ugotavljanju zlorab v slovenskem zdravstvenem sistemu na področju prodaje in nakupa žilnih opornic | 1            | |
| László Göncz            | / [PS IMNS]                                        | - vodja poslanske skupine IMNS - podpredsednik Komisije za narodnostni skupnosti | 3            | |
| Vinko Gorenak           | SDS [PS SDS]                                       | - namestnik vodje poslanske skupine SDS | 4            | |
| Branko Grims            | SDS [PS SDS]                                       | - predsednik Komisije za nadzor varnostnih in obveščevalnih služb - vodja delegacije DZ v Parlamentarni dimenziji Srednjeevropske pobude | 4            | |
| Irena Grošelj Košnik    | SMC [PS SMC]                                       | | 1            | |
| Margareta Guček Zakošek | SMC [PS SMC]                                       | Prej: - predsednica Odbora za gospodarstvo | 1            | Imenovana za državno sekretarko na Ministrstvu za gospodarski razvoj in tehnologijo                                              |
| Primož Heinz            | DeSUS [PS DeSUS]                                   | - podpredsednik Državnega zbora | 1            | |
| Matjaž Han              | SD [PS SD]                                         | - vodja poslanske skupine SD | 4            | |
| Matjaž Hanžek           | / (prej Levica) [NP] (prej PS Levica)              | - predsednik Preiskovalne komisije za ugotavljanje politične odgovornosti nosilcev javnih funkcij pri investiciji v blok 6 Termoelektrarne Šoštanj | 1            | |
| Jožef Horvat            | NSi [PS NSi]                                       | - vodja poslanske skupine NSi - predsednik Odbora za zunanjo politiko | 3            | |
| Mitja Horvat            | SMC [PS SMC]                                       | - predsednik Mandatno-volilne komisije | 1            | |
| Ivan Hršak              | DeSUS [PS DeSUS]                                   | - predsednik Komisije za odnose s Slovenci v zamejstvu ni po svetu | 2            | |
| Eva Irgl                | SDS [PS SDS]                                       | - predsednica Komisije za peticije ter za človekove pravice in enake možnosti | 4            | |
| Ivan Janez Janša        | SDS [PS SDS]                                       | | 7            | |
| Jana Jenko              | DeSUS [PS DeSUS]                                   | | 1            | nadomestna poslanka (nadomestila Julijano Bizjak Mlakar, ki je bila izvoljena za Ministrico za kulturo)                          |
| Franc Jurša             | DeSUS [PS DeSUS]                                   | - vodja poslanske skupine DeSUS | 3            | |
| Andreja Katič           | SD [PS SD]                                         | Prej: - podpredsednica Državnega zbora | 1            | Izvoljena za Ministrico za obambo                                                                                                |
| Aleksander Kavčič       | SMC [PS SMC]                                       | | 1            | |
| Anita Koleša            | SMC [PS SMC]                                       | - namestnica vodje poslanske skupine SMC - podpredsednica Komisije za odnose s Slovenci v zamejstvu ni po svetu | 1            | |
| Benedikt Kopmajer       | DeSUS [PS DeSUS]                                   | - podpredsednik Odbora za obrambo | 1            | |
| Miha Kordiš             | Levica (prej ZL) [PS Levica] (prej PS ZL)          | | 1            | |
| Ksenija Korenjak Kramar | SMC [PS SMC]                                       | - podpredsednica Odbora za pravosodje - vodja delegacije DZ v Parlamentarni skupščini Sveta Evrope | 1            | |
| Franc Križanič          | SD [PS SD]                                         | | 1            | nadomestni poslanec (nadomestil Janka Vebra, ki je bil izvoljen za Ministra za obrambo)                                          |
| Irena Kotnik            | SMC [PS SMC]                                       | | 1            | |
| Marjana Kotnik Poropat  | DeSUS [PS DeSUS]                                   | - podpredsednica Ustavne komisije | 2            | |
| Marija Antonija Kovačič | DeSUS [PS DeSUS]                                   | - podpredsednica Odbora za kulturo | 1            | nadomestna poslanka (nadomestila Karla Viktorja Erjavca, ki je bil izvoljen za Ministra za zunanje zadeve)                       |
| Liljana Kozlovič        | SMC [PS SMC]                                       | Prej: - predsednica Odbora za notranje zadeve, javno upravo in lokalno samoupravo | 1            | Imenovana za generalno sekretarko Vlade RS                                                                                       |
| Bojan Kranjc            | SMC [PS SMC]                                       | - podpredsednik Preiskovalne komisije o ugotavljanju zlorab v slovenskem bančnem sistemu ter ugotavljanju vzrokov in odgovornosti za že drugo sanacijo bančnega sistema v samostojni Sloveniji | 1            | Nadomestni poslanec (nadomestil Srečka Blažiča, ki je odstopil s funkcije poslanca)                                              |
| Danijel Krivec          | SDS [PS SDS]                                       | - podpredsednik Ustavne komisije | 4            | |
| Simona Kustec Lipicer   | SMC [PS SMC]                                       | - vodja poslanske skupine SMC | 1            | |
| Zvonko Lah              | NSi (prej SDS) [PS NSi] (prej PS SDS)              | | 3            | |
| Franc Laj               | / (prej SMC) [PS NP] (prej PS SMC)                 | - podpredsednik Odbora za notranje zadeve, javno upravo in lokalno samoupravo | 1            | |
| Suzana Lep Šimenko      | SDS [PS SDS]                                       | - podpredsednica Odbora za gospodarstvo | 1            | |
| Marinka Levičar         | DeSUS [PS DeSUS]                                   | - podpredsednica Odbora za zadeve Evropske unije | 1            | |
| Tomaž Lisec             | SDS [PS SDS]                                       | - predsednik Odbora za kmetijstvo, gozdarstvo in prehrano | 2            | |
| Teja Ljubič             | SMC [PS SMC]                                       | | 1            | Nadomestna poslanka (nadomestila Tilna Božiča, ki je bil imenovan za državnega sekretarja)                                       |
| Anže Logar              | SDS [PS SDS]                                       | - predsednik Preiskovalne komisije o ugotavljanju zlorab v slovenskem bančnem sistemu ter ugotavljanju vzrokov in odgovornosti za že drugo sanacijo bančnega sistema v samostojni Sloveniji | 1            | |
| Žan Mahnič              | SDS [PS SDS]                                       | - predsednik Odbora za obrambo | 1            | |
| Klavdija Markež         | SMC [PS SMC]                                       | | 1            | Izvoljena za Ministrico za izobraževanje, znanost in šport. Po odstopu z mesta ministrice je odstopila tudi s funkcije poslanke. |
| Dragan Matić            | SMC [PS SMC]                                       | - namestnik vodje poslanske skupine SMC - predsednik Odbora za kulturo | 1            | |
| Luka Mesec              | Levica (prej ZL) [PS Levica] (prej PS ZL)          | - vodja poslanske skupine Levice Pred tem: - podpredsednik Komisije za nadzor javnih financ | 1            | |
| Jani Möderndorfer       | SMC (prej ZaAB) [PS SMC] (prej PS ZaAB)            | - predsednik Preiskovalne komisije o ugotavljanju domnevnega pranja denarja in financiranja terorizma, jedrske proliferacije ter financiranja aktivnosti tujih obveščevalno-varnostnih služb v NLB d.d. ter domnevnega pranja denarja v Novi KBM d.d. - podpredsednik Mandatno-volilne komisije   | 2            | |
| Jasna Murgel            | SMC [PS SMC]                                       | - podpredsednica Odbora za delo, družino, socialne zadeve in invalide - vodja delegacije DZ v Parlamentarni skupščini NATO | 1            | |
| Bojana Muršič           | SD [PS SD]                                         | - podpredsednica Odbora za izobraževanje, znanost, šport in mladino Pred tem - podpredsednica Državnega zbora | 1            | |
| Matjaž Nemec            | SD [PS SD]                                         | - podpredsednik Državnega zbora | 1            | |
| Ljudmila Novak          | NSi [PS NSi]                                       | - namestnica vodje poslanske skupine NSi | 2            | |
| Vlasta Počkaj           | SMC [PS SMC]                                       | | 1            | nadomestna poslanka (nadomestila Liljano Kozlovič, ki je bila imenovana za generalno sekretarko Vlade)                           |
| Bojan Podkrajšek        | SDS [PS SDS]                                       | | 1            | |
| Marko Pogačnik          | SDS [PS SDS]                                       | - podpredsednik Odbora za finance in monetarno politiko Pred tem: - podpredsednik Odbora za zadeve Evropske unije | 2            | |
| Marijan Pojbič          | SDS [PS SDS]                                       | - podpredsednik Odbora za zdravstvo | 4            | |
| Andreja Potočnik        | SMC [PS SMC]                                       | - predsednica Odbora za gospodarstvo | 1            | |
| Ivan Prelog             | SMC [PS SMC]                                       | | 1            | |
| Uroš Prikl              | DeSUS [PS DeSUS]                                   | - predsednik Odbora za delo, družino, socialne zadeve in invalide | 1            | |
| Dušan Radič             | SMC [PS SMC]                                       | | 1            | |
| Branislav Rajič         | SMC [PS SMC]                                       | - podpredsednik Odbora za zunanjo politko - vodja delegacije DZ v Parlamentarni skupščini Unije za Sredozemlje - vodja nacionalne skupine Interparlamentarne unije v DZ | 1            | |
| Danilo Anton Ranc       | SMC [PS SMC]                                       | - podpredsednik Odbora za infrastrukturo, okolje in prostor | 1            | |
| Kamal Izidor Shaker     | SMC [PS SMC]                                       | - predsednik Odbora za zadeve Evropske unije | 1            | |
| Janja Sluga             | SMC [PS SMC]                                       | - podpredsednica Odbora za notranje zadeve, javno upravo in lokalno samoupravo | 1            | |
| Vojka Šergan            | SMC [PS SMC]                                       | - podpredsednica Odbora za finance in monetarno politko | 1            | |
| Andrej Šircelj          | SDS [PS SDS]                                       | - predsednik Komisije za nadzor javnih financ | 2            | |
| Jan Škoberne            | SD [PS SD]                                         | - namestnik vodje poslanske skupine SD - predsednik Odbora za pravosodje | 1            | nadomestni poslanec (nadomestil Andrejo Katič, ki je bila izvoljena za Ministrico za Obrambo)                                    |
| Ivan Škodnik            | SMC [PS SMC]                                       | | 1            | |
| Maruša Škopac           | SMC [PS SMC]                                       | - podpredsednica Preiskovalne komisije za ugotavljanje politične odgovornosti nosilcev javnih funkcij pri investiciji v blok 6 Termoelektrarne Šoštanj | 1            | |
| Saša Tabaković          | SMC [PS SMC]                                       | - podpredsednik Odbora za izobraževanje, znanost, šport in mladino | 1            | nadomestni poslanec (nadomestil Margareto GUček Zakošek, ki je bila imenovana za državno sekretarko)                             |
| Jože Tanko              | SDS [PS SDS]                                       | - vodja poslanske skupine SDS | 5            | |
| Matej Tašner Vatovec    | Levica (prej ZL) [PS Levica] (prej PS ZL)          | - namestnik vodje poslanske skupine Levice - predsednik Komisije za poslovnik | 1            | |
| Violeta Tomić           | Levica (prej ZL) [PS Levica] (prej PS ZL)          | - podpredsednica Odbora za kmetijstvo, gozdarstvo in prehrano | 1            | |
| Matej Tonin             | NSi [PS NSi]                                       | - podpredsednik Komisije za nadzor obveščevalnih in varnostnih služb Prej - vodja poslanske skupine NSi | 2            | |
| Franc Trček             | Levica (prej ZL) [PS Levica] (prej PS ZL)          | - podpredsednik Odbora za infrastrukturo - podpredsednik Preiskovalne komisije o ugotavljanju domnevnega pranja denarja in financiranja terorizma, jedrske proliferacije ter financiranja aktivnosti tujih obveščevalno-varnostnih služb v NLB d.d. ter domnevnega pranja denarja v Novi KBM d.d. | 1            | |
| Janko Veber             | / (prej SD) [NP] (prej PS SD]                      | Prej: - podpredsednik Državnega zbora - podpredsednik Odbora za izobraževanje, znanost, šport in mladino | 4            | Imenovan za ministra za obrambo, po razrešitvi spet opravljal funkcijo poslanca                                                  |
| Dušan Verbič            | SMC [PS SMC]                                       | - predsednik Odbora za notranje zadeve, javno upravo in lokalno samoupravo Prej: - namestnik vodje poslanske skupine SMC - podpredsednik Odbora za notranje zadeve, javno upravo in lokalno samoupravo                                                                                            | 1            | |
| Vesna Vervega           | SMC [PS SMC]                                       | - podpredsednica Preiskovalne komisije o ugotavljanju zlorab v slovenskem zdravstvenem sistemu na področju prodaje in nakupa žilnih opornic | 1            | |
| Peter Vilfan            | DeSUS (prej ZaAB) [PS DeSUS] (prej PS Za AB)       | - namestnik vodje poslanske skupine DeSUS | 2            | |
| Jernej Vrtovec          | NSi [PS NSi]                                       | | 1            | |
| Simon Zajc              | SMC [PS SMC]                                       | - podpredsednik Odbora za kmetijstvo, gozdarstvo in prehran | 1            | |
| Igor Zorčič             | SMC [PS SMC]                                       | - predsednik Odbora za infrastrukturo | 1            | |
| Branko Zorman           | SMC [PS SMC]                                       | - podpredsednik Odbora za zdravstvo | 1            | |
| Dejan Židan             | SD [PS SD]                                         | |              | Izvoljen za Ministra za kmetijstvo, gozdarstvo in prehrano                                                                       |
| Ljubo Žnidar            | SDS [PS SDS]                                       | - podpredsednik Odbora za zadeve Evropske unije | 2            | |